# Wallace Broecker
 (décembre 2018).
Si vous disposez d'ouvrages ou d'articles de référence ou si vous connaissez des sites web de qualité traitant du thème abordé ici, merci de compléter l'article en donnant les références utiles à sa vérifiabilité et en les liant à la section « Notes et références ».
Wallace Smith Broecker (né le 29 novembre 1931 à Chicago et mort le 18 février 2019 à New York) est un géophysicien et géochimiste américain.
Il est professeur au département des sciences de la Terre et de l'environnement de l'université Columbia, scientifique à l'Observatoire de la Terre Lamont–Doherty et à l'université d'État de l'Arizona.
Il a développé l'idée d'une « bande transporteuse » mondiale reliant la circulation de l'océan mondial et a apporté une contribution majeure à la science du cycle du carbone et à l'utilisation des traceurs chimiques et de la datation isotopique en océanographie.
Wallace S. Broecker a reçu le prix Crafoord (2006) et le prix Vetlesen (1987).
Il est l'auteur (puis le co-auteur avec Charles Langmuir) d'un livre clef sur les origines et la formation de la Terre (1re édition en 1985).

## Biographie
Il a fréquenté le Wheaton College et y a rencontré J. Laurence Kulp (en), Paul Gast (en) et Karl Turekian (en). À Wheaton, il a rencontré sa femme, Grace Carder. Broecker a ensuite été transféré à l’université Columbia. À Columbia, il a travaillé au Lamont-Doherty Earth Observatory avec William Maurice Ewing et Walter Bucher.
En 1975, Broecker a popularisé le terme global warming (traduit en français par réchauffement climatique) en publiant un article de la revue Science intitulé « Changements climatiques : sommes-nous au bord d'un réchauffement climatique prononcé ? »,.
Broecker a récemment coécrit un compte rendu sur la climatologie avec le journaliste scientifique Robert Kunzig (en). Cela comprenait une discussion sur le travail de Klaus Lackner (en), collègue de Broecker à Columbia, visant à capter le CO2 de l'atmosphère — ce qui, selon Broecker, devrait jouer un rôle vital dans la réduction des émissions et du réchauffement de la planète. Broecker a été décrit dans le New York Times comme un pionnier de la géoingénierie.
Broecker a eu 6 enfants, 7 petits-enfants et 7 arrière-petits-enfants. Sa femme Grace est décédée en 2007. Ils ont été ensemble pendant 53 ans. Broecker a épousé Elizabeth Clark en 2009.

## Distinctions
- 1984 : Médaille Arthur Louis Day
- 1985 : Prix d'excellence A.G. Huntsman dans les sciences maritimes (en)
- 1986 : Médaille Alexander-Agassiz
- 1987 : V. M. Goldschmidt Award (en)
- 1987 : Prix Vetlesen
- 1990 : Médaille Wollaston
- 1990 : Médaille Urey (en)[6]
- 1995 : Médaille Roger Revelle
- 1996 : National Medal of Science[7]
- 1996 : Prix Planète bleue
- 2002 : Tyler Prize for Environmental Achievement
- 2002 : Arthur L. Day Prize and Lectureship (en)
- 2006 : Prix Crafoord en Géosciences
- 2008 : Franklin Institute Awards
- 2008 : BBVA Foundation Frontiers of Knowledge Award
- 2008 : Prix Balzan
- 2015 : Doctorat honoris causa de l'Université Harvard[8]